# Консенсуальна немоногамія
Консенсуальна немоногамія (англ. consensual non-monogamy — CNM), також відома як етична немоногамія (ethical non-monogamy — ENM) — загальний термін для стосунків, у яких усі партнери дають чітку згоду вступати в романтичні, інтимні та/або сексуальні стосунки з кількома людьми. Консенсуальна немоногамія відрізняється від невірності знанням і згодою учасників, а від полігамії тим, що різні партнери не перебувають у шлюбі. Поширені форми консенсусної немоногамії включають свінг, поліаморію та вільні стосунки.
Немоногамія за згодою може мати багато різних форм, залежно від потреб і переваг осіб, які беруть участь у конкретних стосунках. У двох опитуваннях у 2013 та 2014 роках одна п'ята частина опитаних неодружених дорослих у Сполучених Штатах у якийсь момент свого життя була залучена до певної форми консенсусної немоногамії.
Для свінгуючих і відкритих пар зазвичай зберігається емоційна моногамія, беручи участь у екстрадіадичних сексуальних стосунках. Подібним чином межа між другом/партнером у формах консенсусної немоногамії, крім поліаморії, зазвичай є досить чіткою. Проте, на відміну від інших форм немоногамії, «поліаморія примітна перевагою емоційної близькості з іншими». Поліаморія відрізняється від деяких інших форм етичної немоногамії тим, що залучені стосунки є любовними інтимними стосунками, на відміну від суто сексуальних стосунків.